# 브르치코 행정구

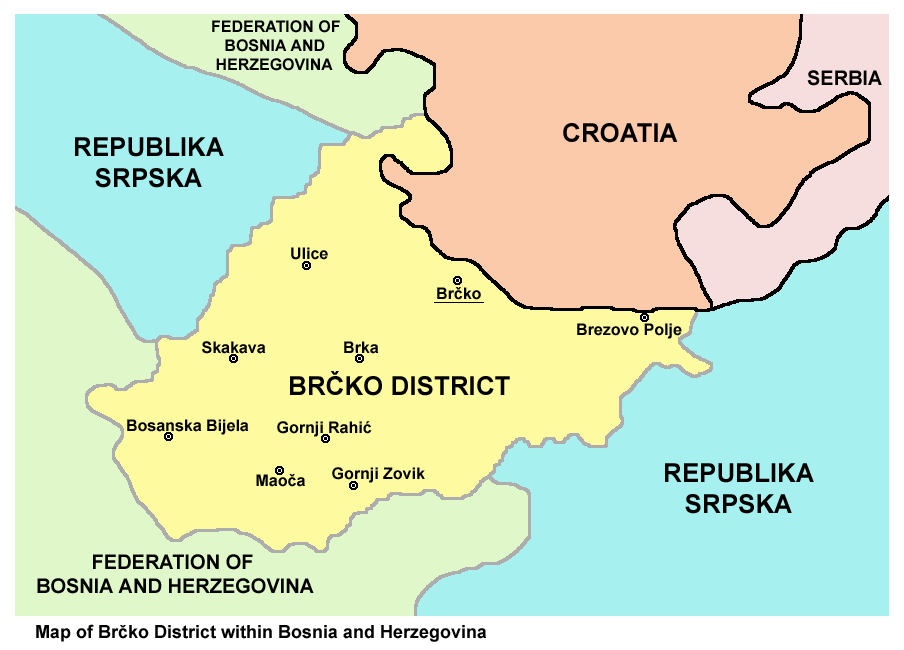

브르치코 행정구(보스니아어: Brčko Distrikt, 크로아티아어: Brčko distrikt, 세르비아어: Брчко дистрикт, Brčko distrikt)는 보스니아 헤르체고비나 북동부에 위치한 행정구로 공식적으로는 보스니아 헤르체고비나 연방과 스릅스카 공화국 양측에 속한다. 행정 중심지는 브르치코이며 면적은 493km2, 인구는 87,332명(1991년 당시 기준)이다.
2006년 브르치코 행정구의 경계선에 관한 법률이 폐지되면서 브르치코 행정구에 관한 모든 구성체의 법률과 경계선이 폐지되었다. 현재는 브르치코 행정구의 독자적인 법률과 보스니아 헤르체고비나의 법률이 동등하게 적용된다.

## 민족
보스니아인과 세르비아인, 크로아티아인, 그 외의 민족이 거주한다.